# Wilhelmine Sandrock

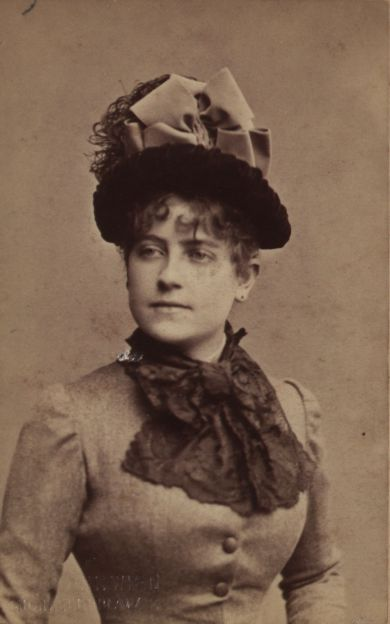
Wilhelmine Sandrock, circa 1880–1890

Wilhelmine Sandrock (* 5. Februar 1861 in Rotterdam; † 29. November 1948 in Berlin-Charlottenburg) war eine deutsche Schauspielerin und Sängerin.

## Leben
Wilhelmine Sandrock war das älteste Kind des deutschen Kaufmanns Eduard Sandrock (1834–1897) und der niederländischen Schauspielerin Johanna Simonetta (genannt Nans) ten Hagen (1833–1917). Mit ihren Geschwistern Christian Sandrock und Adele Sandrock wuchs sie zunächst in Rotterdam auf und später, nachdem die Ehe der Eltern 1869 geschieden worden war, in Berlin, wo sie zur Schule ging und die deutsche Sprache lernte.
Früh übernahm Sandrock bei Schulfesten kleine Schauspielrollen und fand großen Gefallen daran. Mit Zustimmung ihrer Eltern bekam sie an der Neuen Akademie der Tonkunst von Theodor Kullak Gesangsunterricht; ihre Mutter und später der Hofschauspieler Heinrich Oberländer erteilten ihr Schauspielunterricht. Durch dessen Unterstützung konnte sie bald schon erfolgreich am Königlichen Schauspielhaus Berlin debütieren.

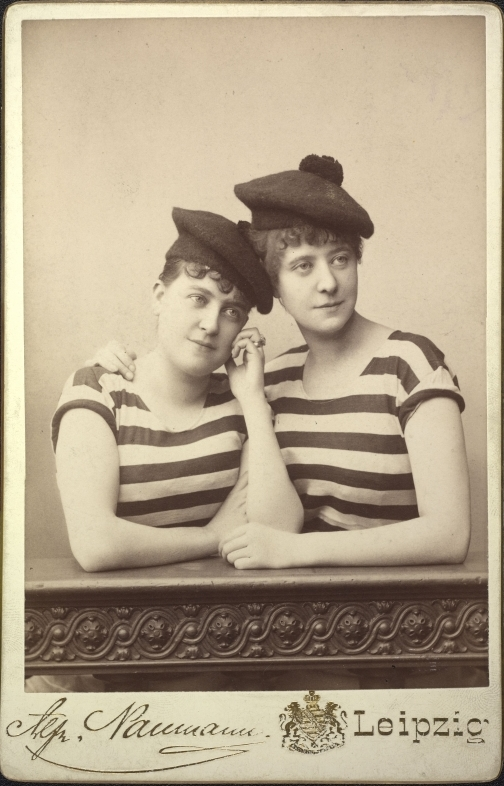
Adele (links) und Wilhelmine Sandrock, 1885

Später kam Sandrock am Wallner-Theater unter Vertrag. Von dort ging sie an das Hoftheater nach Sankt Petersburg. Nach diesem Engagement kehrte sie nach Berlin zurück und war dort als Erstes als „Puppenprinzessin“ am Kroll’schen Theater zu sehen.
Daneben trat sie auch immer wieder als Sängerin auf; mit ihrem Veilchen-Couplet (gesungen in niederländischer Sprache) erzielte sie außerordentliche Erfolge. Im Frühjahr 1884 holte sie der Intendant des Burgtheaters, Adolf von Wilbrandt, nach Wien. Zwischen 1895 und 1898 trat sie dort regelmäßig zusammen mit ihrer jüngeren Schwester Adele auf. Sie war auch kurzzeitig mit Hermann Bahr liiert, während ihre Schwester Adele eine Beziehung mit Arthur Schnitzler hatte. 1898 wechselte sie an das Kaiserjubiläums-Stadttheater.
Nach dem Ersten Weltkrieg zog sich Sandrock von der Bühne zurück und ließ sich in Berlin-Charlottenburg nieder. Als ihre Schwester Adele 1937 starb, vollendete sie deren Autobiografie und gab sie 1940 heraus. Sie starb im Alter von 87 Jahren im November 1948 und fand ihre letzte Ruhestätte in dem Grab auf dem Wiener Friedhof Matzleinsdorf, in dem 1937 als erste Adele und die aus einem Familiengrab exhumierten Gebeine der vorverstorbenen Eltern bestattet worden waren.

## Rollen
Theater
- Eduard Jacobson, Otto Girndt: Die Puppenprinzessin (Puppenprinzessin).
- Enrica von Handel-Mazzetti, Ich kauf' ein Mohrenkind (Missionsschwester). 1904.[2]

Filme
- 1924: Michael
- 1930: Die große Sehnsucht